# Dominique Motte
Dominique Motte (Bois-Guillaume, Sena Marítim, 22 de setembre de 1939) va ser un ciclista francès. Com amateur va guanyar la medalla d'or al Campionat del món de contrarellotge per equips de 1963.

## Palmarès
- 1963
  -  Campió del món amateur de contrarellotge per equips (amb Georges Chappe, Marcel-Ernest Bidault i Michel Béchet)